# The Edwardian Country House
The Edwardian Country House är en brittisk reality-TV-serie, producerad av Channel 4. Den visades först i Storbritannien i april 2002 och senare i USA i diverse PBS-kanaler under Manor House. Serien var efterföljare till The 1900 House och föregångare till The 1940s House.
I serien är familjen Olliff-Cooper en aristokratisk överklassfamilj i Manderston i Skottland under tidigt 1900-tal, där de lever i tre månader under edvardiansk tid. Mr. och Dr. Olliff-Cooper blir Sir John Olliff-Cooper, and Lady Olliff-Cooper.
Intrigerna uppstår då det finns 14 hushållsanställda, vilka spelas av olika människor. Kock var Hugh Edgar, arkitekt from Surrey, spelar butler.
Serien är tänkt att ungefär skildra tiden 1905-1914.